# Big Hero 6 (franquicia)
Big Hero 6 (Grandes Héroes en Hispanoamérica) es una franquicia de medios que comenzó con la película de animación de Walt Disney Animation Studios de 2014 Big Hero 6, basada en el cómic de mismo nombre de Marvel Comics.

## Películas

### Big Hero 6(2014)
Big Hero 6 (titulada Grandes Héroes en Hispanoamérica) es el 54.º largometraje animado de Disney. Tras la muerte de su hermano en un incendio en el Instituto Tecnológico de San Fransokyo, durante el cual sus Microbots fueron robados, Hiro Hamada se une con Baymax, un robot creado por su hermano, y cuatro de sus compañeros en el Instituto, para resolver el misterio de qué sucedió. Fue estrenada el 7 de noviembre de 2014.

### Posible secuela
En febrero de 2015, los directores de la película, Don Hall y Chris Williams, comentaron que una secuela es posible. En marzo de 2021, el animador Zach Parrish expresó su deseo por una secuela.

## Series de televisión

### Big Hero 6: The Series(2017–2021)
Big Hero 6: The Series (Big Hero 6: La Serie en España y Grandes Héroes: La Serie en Hispanoamérica) es una serie producida por Disney Television Animation, la cual tiene lugar inmediatamente después de los eventos de la película, siguiendo las aventuras de Hiro y sus amigos como nuevos héroes de San Fransokyo, mientras se enfrentan a varios villanos. Fue estrenada en Disney XD el 20 de noviembre de 2017, y finalizó de 15 de febrero de 2021.

### ¡Baymax!(2022)
¡Baymax! es una serie producida por Walt Disney Animation Studios, la cual sigue a Baymax ejerciendo de enfermero para varios habitantes de San Fransokyo. Fue estrenada el 22 de junio de 2022 en Disney+.

## Cómics

### Big Hero 6(manga)
Una adaptación manga japonesa de Big Hero 6 (originalmente titulada Baymax (ベイマックス Beimakkusu?) en Japón), ilustrada por Haruki Ueno, comenzó la serialización en Magazine Special de Kodansha a partir del 20 de agosto de 2014. Se publicó un capítulo de prólogo en Weekly Shōnen Magazine el 6 de agosto de 2014.

### Big Hero 6: The Series(novela gráfica)
En 2017 se anunció que IDW Publishing adaptaría la versión de Disney de Big Hero 6 en un cómic propio. Esto marca una de las pocas veces donde Marvel Comics presta una de sus propiedades a otra editorial de cómics. La serie de cómic estaba destinada a debutar en julio de 2018 con Hannah Blumenreich escribiendo y Nicoletta Baldari haciendo el arte. El lanzamiento del primer número se pospuso más tarde hasta el 19 de septiembre de 2018, antes de ser retrasado hasta abril de 2019, y ahora titulado después de la serie de televisión.

### Big Hero 6: The Series(manhwa)
Una adaptación de manhwa de varios episodios de Big Hero 6: The Series fue lanzada en agosto de 2021. Publicada por Yen Press, la serie fue escrita por JuYoun Lee e ilustrada por Hong Gyun An.

## Videojuegos

### Big Hero 6: Battle in the Bay(2014)
Big Hero 6: Battle in the Bay es un videojuego basado en la película, el cual fue lanzado el 28 de octubre de 2014 para Nintendo 3DS y Nintendo DS. Este juego está ambientado después de los eventos de la película, y cuatro de los seis miembros de Big Hero 6 son personajes jugables (Hiro, Wasabi, Go Go, y Fred). Es conocido por ser el último juego que se lanzó para Nintendo DS.

### Big Hero 6: Bot Fight(2014)
Big Hero 6: Bot Fight es un juego para móviles lanzado el 3 de noviembre de 2014. Tiene lugar un año después de los eventos de la película, donde los héroes descubren y luchan contra robots fugitivos a través de batallas de unir fichas. Posteriormente se suspendió el 3 de febrero de 2016 debido a las limitaciones del equipo de soporte de Disney Mobile y la necesidad de suspender los juegos antiguos para lanzar otros nuevos.

### Disney Infinity(2015)
Hiro y Baymax son personajes jugables en Disney Infinity 2.0, y su secuela Disney Infinity 3.0. Al igual que los demás personajes jugables en los juegos, unas figuras de ellos fueron también lanzadas.

### Disney Magic Kingdoms(2018)
Los seis miembros de Big Hero 6 y Yokai aparecen como personajes jugables, junto con otro material basado en la película, en el juego de construcción de mundo Disney Magic Kingdoms. En el juego, los personajes se ven envueltos en nuevas tramas que sirven como continuación de los acontecimientos de la película.

### Kingdom Hearts III(2019)
Un mundo basado en Big Hero 6 hizo su debut en la serie de juegos Kingdom Hearts en Kingdom Hearts III. El mundo de San Fransokyo continúa la historia de los acontecimientos al final de la película, con la Organización XIII tomando el control del cuerpo original de Baymax, que quedó atrás en el espacio, trayéndolo de vuelta por un portal y convirtiéndolo en un monstruoso Sincorazón contra el que luchan Baymax y Sora.

## Atracciones

### The Happy Ride with Baymax

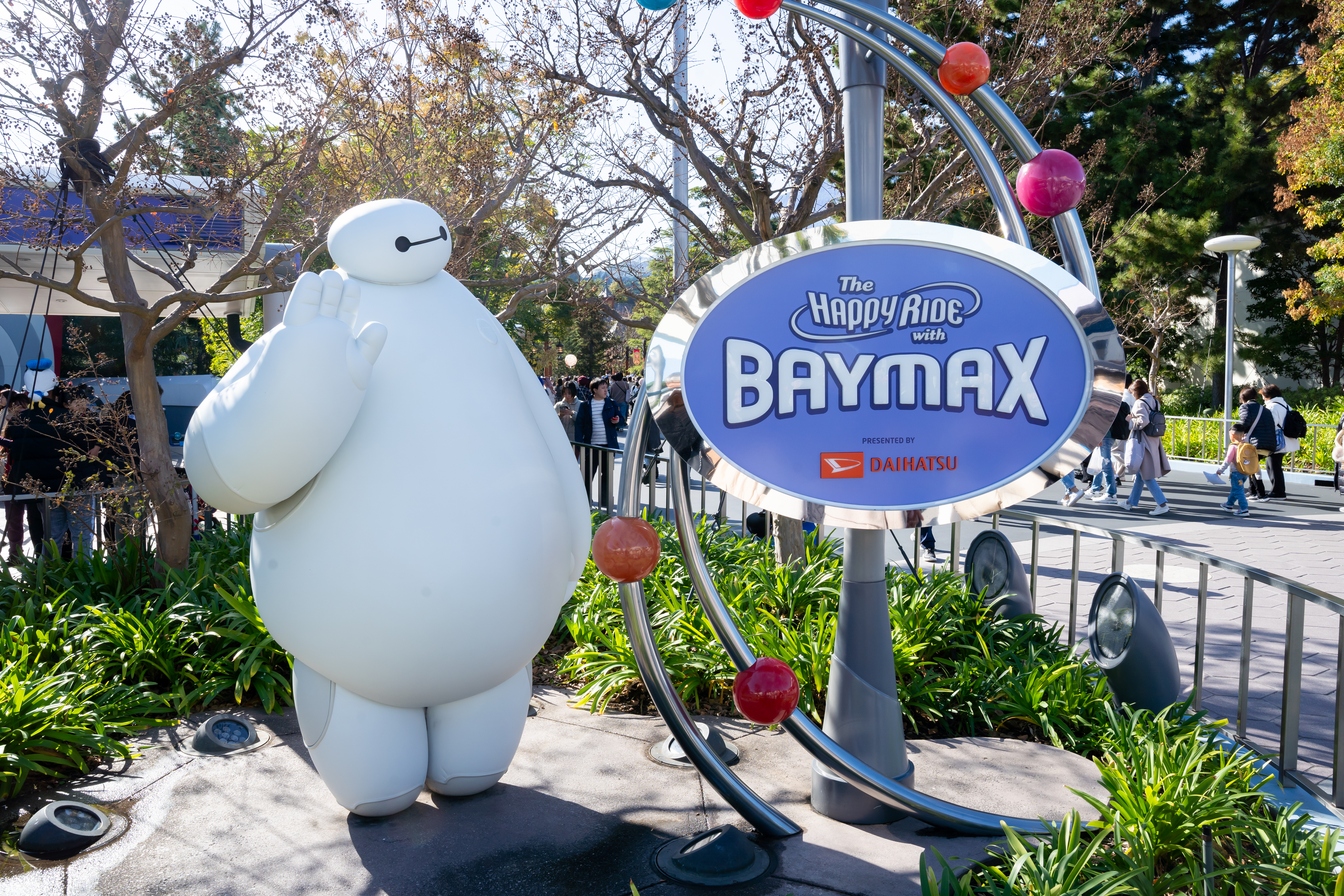
Señal de The Happy Ride with Baymax, junto a una escultura de Baymax.

The Happy Ride with Baymax es una atracción de paseo en coche giratorio, inaugurada en septiembre de 2020 en Tokyo Disneyland.

### San Fransokyo Square
San Fransokyo Square es un área temática basada en el escenario de la película, abierta en Disney California Adventure a finales de agosto de 2023.